# Plagodis inusitaria
Plagodis inusitaria là một loài bướm đêm trong họ Geometridae.